# Billy Crystal
Billy Crystal (William Edward Crystal) (New York, 1948. március 14. –) hatszoros Primetime Emmy-díjas amerikai színész, forgatókönyvíró, producer, komikus és filmrendező. 
Az 1970-es években az ABC tévécsatornán sugárzott Soap sorozat Jodie Dallas nevű szereplőjeként vált ismertté az Egyesült Államokban. Az 1980-as évek végétől szerepel hollywoodi filmekben. Nyolc alkalommal volt házigazdája az Oscar-díj átadó ünnepségnek.

## Fiatalkora
Manhattanben született, Jack Crystal és Helen Gabler gyermekeként. A New York állambeli Long Beach városában nőtt fel. Apja egy lemeztársaság jazz producere volt. Anyai nagybátyja, Milt Gabler zenész és dalszerző volt. Testvére, Richard Crystal televíziós producer.
Az érettségi után a nyugat-virginiai Huntingtonban, a Marshall Egyetemen kapott baseball ösztöndíjat. Crystal egy évig járt a Marshallra, de sohasem játszott, mert abban az időben szünetelt a bajnokság. Leendő feleségével visszatért New Yorkba és másodévesként folytatta tanulmányait a Nassau Community College-n, majd a New York University-n. 1970-ben itt szerzett alapfokú képzőművészeti diplomát. 1969 és 1970 között az egyetemi újság egyik szerkesztője volt.

## Pályafutása

### Saturday Night Live
Karakterek
- Al Minkmann, egy zűrös üzletember
- Fernando, a Fernando's Hideaway hírességek interjú show-műsorának házigazdája; Fernando Lamas színész a karakter alapja
- Buddy Young Jr., sértődött komikus, aki a Weekend Update-ben jelenik meg
- Lew Goldman
- Ricky, a bowlingozó
- Tony Minetti, a hentes
- Willie, aki barátjával, Frankie-vel (Chistopher Guest alakítja) mazochista hajlamaikat vitatják meg

Parodizált személyek
- Fernando Lamas
- Howard Cosell
- Muhammad Ali
- John F. Kennedy
- Joe Franklin
- Hervé Villechaize
- Joe Garagiola
- Adam Ant
- Prince
- Sammy Davis Jr.

## Magánélete
Billy Crystalnak és feleségének, Janice-nek két lánya van. Jennifer színésznő, Lindsay pedig producer. Már unokáik is vannak.

### Közszereplései
1986-ban a HBO csatornán kezdődött a Comic Relief műsor, melynek házigazdái Billy Crystal, Robin Williams és Whoopi Goldberg voltak. A Bob Zmuda által alapított Comic Relief pénzadományokat gyűjt az Egyesült Államok hajléktalanjai számára.
2005. szeptember 6-án a The Tonight Show with Jay Leno show műsorban Crystal és Jay Leno elsőként ajánlottak fel egy Harley-Davidsont árverése a Katrina hurrikán áldozatainak megsegítésére.
Crystal segítője a Los Angeles-i Simon Wiesenthal Center Tolerancia Múzeumnak. Videófelvételen keresztül mutatja be magát és a múzeum genealógiai részét a látogatóknak.

## Filmográfia

### Film

#### Rendező, író és producer
| Év   | Magyar cím                     | Eredeti cím                               | Feladatkör | Feladatkör | Feladatkör |
| Év   | Magyar cím                     | Eredeti cím                               | Rendező    | Író        | Producer   |
| ---- | ------------------------------ | ----------------------------------------- | ---------- | ---------- | ---------- |
| 1988 | Mindez én vagyok               | Memories of Me                            | Nem        | Igen       | Igen       |
| 1991 | Irány Colorado!                | City Slickers                             | Nem        | Nem        | Vezető     |
| 1992 | Mr. Saturday Night             | Mr. Saturday Night                        | Igen       | Igen       | Igen       |
| 1994 | Irány Colorado! – Curly aranya | City Slickers II: The Legend Curly’s Gold | Nem        | Igen       | Vezető     |
| 1995 | Felejtsd el Párizst!           | Forget Paris                              | Igen       | Igen       | Igen       |
| 1998 | Egetverő szenzáció             | My Giant                                  | Nem        | Sztori     | Igen       |
| 2001 | Amerika kedvencei              | America's Sweethearts                     | Nem        | Igen       | Igen       |
| 2002 | Még egy kis pánik              | Analyze That                              | Nem        | Nem        | Vezető     |
| 2012 | Szülői felügyelet nélkül       | Parental Guidance                         | Nem        | Nem        | Vezető     |
| 2019 |                                | Standing Up, Falling Down                 | Nem        | Nem        | Vezető     |
| 2021 | Élj a mának                    | Here Today                                | Igen       | Igen       | Igen       |

#### Színész
| Év   | Cím                                    | Eredeti cím                               | Szerep                        | Magyar hang                          |
| ---- | -------------------------------------- | ----------------------------------------- | ----------------------------- | ------------------------------------ |
| 1978 | A nyúlpróba                            | Rabbit Test                               | Lionel Carpenter              | Görög László                         |
| 1978 | A nyúlpróba                            | Rabbit Test                               | Lionel Carpenter              | Stohl András                         |
| 1984 | A turné                                | This Is Spinal Tap                        | Morty                         |                                      |
| 1986 | Rémült rohanás                         | Running Scared                            | Danny Constanzo               | Felföldi László                      |
| 1986 | Rémült rohanás                         | Running Scared                            | Danny Constanzo               | Józsa Imre                           |
| 1986 | Rémült rohanás                         | Running Scared                            | Danny Constanzo               | Dányi Krisztián                      |
| 1987 | A herceg menyasszonya                  | The Princess Bride                        | Csodás Max                    | Kenderesi Tibor                      |
| 1987 | Dobjuk ki anyut a vonatból!            | Throw Momma from the Train                | Larry Donner                  | Epres Attila                         |
| 1987 | Dobjuk ki anyut a vonatból!            | Throw Momma from the Train                | Larry Donner                  | Józsa Imre                           |
| 1987 | Dobjuk ki anyut a vonatból!            | Throw Momma from the Train                | Larry Donner                  | Dányi Krisztián                      |
| 1988 | Mindez én vagyok                       | Memories of Me                            | Abbie                         | Szerémi Zoltán                       |
| 1988 | Mindez én vagyok                       | Memories of Me                            | Abbie                         | Dányi Krisztián                      |
| 1989 | Harry és Sally                         | When Harry Met Sally...                   | Harry Burns                   | Rudolf Péter                         |
| 1989 | Harry és Sally                         | When Harry Met Sally...                   | Harry Burns                   | Makranczi Zalán                      |
| 1991 | Irány Colorado!                        | City Slickers                             | Mitch Robbins                 | Józsa Imre                           |
| 1991 | Irány Colorado!                        | City Slickers                             | Mitch Robbins                 | Kisfalusi Lehel                      |
| 1992 |                                        | Horton Hatches the Egg                    | narrátor (hangja)             |                                      |
| 1992 | Mr. Saturday Night                     | Mr. Saturday Night                        | Buddy Young, Jr.              | Kassai Károly                        |
| 1994 | Irány Colorado! – Curly aranya         | City Slickers II: The Legend Curly’s Gold | Mitch Robbins                 | Józsa Imre                           |
| 1995 | Felejtsd el Párizst!                   | Forget Paris                              | Mickey Gordon                 | Kőszegi Ákos                         |
| 1996 | Hamlet                                 | Hamlet                                    | első sírásó                   | Csuja Imre                           |
| 1996 | Hamlet                                 | Hamlet                                    | első sírásó                   | Galambos Péter                       |
| 1997 | Agyament Harry                         | Deconstructing Harry                      | Larry                         | Harsányi Gábor                       |
| 1997 | Agyament Harry                         | Deconstructing Harry                      | Larry                         | Józsa Imre (1. szinkron, módosított) |
| 1997 | Apák napja                             | Fathers’ Day                              | Jack Lawrence                 | Szombathy Gyula                      |
| 1998 | Egetverő szenzáció                     | My Giant                                  | Sam "Sammy" Kamin             | Háda János                           |
| 1999 | Csak egy kis pánik                     | Analyze This                              | Dr. Ben Sobel                 | Szombathy Gyula                      |
| 2000 | Rocky és Bakacsin kalandjai            | The Adventures of Rocky & Bullwinkle      | matracügynök                  |                                      |
| 2001 | Amerika kedvencei                      | America's Sweethearts                     | Lee Phillips                  | Józsa Imre                           |
| 2001 | Szörny Rt.                             | Monsters, Inc.                            | Mike Wazowski (hangja)        | Lippai László                        |
| 2002 | Mike új kocsija (rövidfilm)            | Mike’s New Car                            | Mike Wazowski (hangja)        | Lippai László                        |
| 2002 | Még egy kis pánik                      | Analyze That                              | Dr. Ben Sobel                 | Szombathy Gyula                      |
| 2004 | A vándorló palota                      | Howl’s Moving Castle                      | Calcifer (angol hangja)       | Scherer Péter                        |
| 2006 | Verdák                                 | Cars                                      | Mike Wazowski-kamion (hangja) | Lippai László                        |
| 2010 | Fogtündér                              | Tooth Fairy                               | Jerry                         | Harsányi Gábor                       |
| 2012 | Szoba kilátások nélkül                 | Small Apartments                          | Burt Walnut                   | Háda János                           |
| 2012 | Szülői felügyelet nélkül               | Parental Guidance                         | Artie Decker                  | Jakab Csaba                          |
| 2013 | Szörny Egyetem                         | Monsters University                       | Mike Wazowski (hangja)        | Lippai László                        |
| 2013 | Szörny Egyetem Buliközpont (rövidfilm) | Party Central                             | Mike Wazowski (hangja)        |                                      |
| 2016 | A komédia császára                     | The Comedian                              | önmaga                        | Dévai Balázs                         |
| 2018 | Különjárók                             | Untogether                                | David                         |                                      |
| 2019 |                                        | Standing Up, Falling Down                 | Marty                         |                                      |
| 2021 | Élj a mának                            | Here Today                                | Charlie Burnz                 | Cseke Péter                          |

### Televízió
| Év        | Magyar cím                  | Eredeti cím                                            | Szerep                  | Megjegyzések                                                        |
| --------- | --------------------------- | ------------------------------------------------------ | ----------------------- | ------------------------------------------------------------------- |
| 1976      |                             | All in the Family                                      | Al Bender               | 1 epizód                                                            |
| 1976      |                             | The Dean Martin Celebrity Roast                        | önmaga                  | 1 epizód                                                            |
| 1977      |                             | The Midnight Special                                   | önmaga                  | különkiadás                                                         |
| 1977      |                             | SST: Death Flight                                      | David                   | tévéfilm                                                            |
| 1977–1981 |                             | Soap                                                   | Jodie Dallas            | 73 epizód                                                           |
| 1978      | Szerelemhajó                | The Love Boat                                          | Newton Weames           | 1 epizód                                                            |
| 1978      | Emberi érzelmek             | Human Feelings                                         | Miles Gordon            | tévéfilm                                                            |
| 1980      | Enola Gay                   | Enola Gay                                              | Jacob "Jake" Beser      | tévéfilm                                                            |
| 1980      | Állatolimpia                | Animalympics                                           | Joey Gongolong (hangja) | - tévéfilm - magyar hangja: - Pálfai Péter                          |
| 1981      |                             | Darkroom                                               | Paddy                   | 1 epizód                                                            |
| 1982      |                             | The Billy Crystal Comedy Hour                          | önmaga                  | 5 epizód házigazda és forgatókönyvíró                               |
| 1982      |                             | Billy Crystal: A Comic's Line                          | önmaga                  | különkiadás                                                         |
| 1984–1985 | Saturday Night Live         | Saturday Night Live                                    | önmaga / egyéb szerepek | - házigazda (2 epizód) - egyéb szerep (18 epizód) - forgatókönyvíró |
| 1985      |                             | Simon & Simon                                          | Ben Crane               | 1 epizód                                                            |
| 1985      |                             | Faerie Tale Theatre                                    | Larry Pig               | 1 epizód                                                            |
| 1986      |                             | Billy Crystal: Don't Get Me Started                    | önmaga                  | stand-up különkiadás                                                |
| 1986–2006 |                             | Comic Relief                                           | önmaga                  | jótékonysági műsor házigazdája 9 epizód                             |
| 1986–1988 | Szezám utca                 | Sesame Street                                          | Ricky                   | 2 epizód                                                            |
| 1987      |                             | Billy Crystal: Don't Get Me Started – The Lost Minutes | önmaga                  | rövidfilm                                                           |
| 1987      | 29. Grammy-gála             | 29th Annual Grammy Awards                              | önmaga                  | különkiadás házigazdája                                             |
| 1988      | 30. Grammy-gála             | 30th Annual Grammy Awards                              | önmaga                  | különkiadás házigazdája                                             |
| 1989      | 31. Grammy-gála             | 31st Annual Grammy Awards                              | önmaga                  | különkiadás házigazdája                                             |
| 1989      |                             | Billy Crystal: Midnight Train to Moscow                | önmaga                  | stand-up különkiadás                                                |
| 1990      | 62. Oscar-gála              | 62nd Academy Awards                                    | önmaga                  | különkiadás házigazdája                                             |
| 1991      | 63. Oscar-gála              | 63rd Academy Awards                                    | önmaga                  | különkiadás házigazdája                                             |
| 1992      | 64. Oscar-gála              | 64th Academy Awards                                    | önmaga                  | különkiadás házigazdája                                             |
| 1992      |                             | The Larry Sanders Show                                 | önmaga                  | 1 epizód                                                            |
| 1993      | 65. Oscar-gála              | 65th Academy Awards                                    | önmaga                  | különkiadás házigazdája                                             |
| 1994      |                             | The Critic                                             | Gary Grossman (hangja)  | 1 epizód                                                            |
| 1995      | Frasier – A dumagép         | Frasier                                                | Jack (hangja)           | 1 epizód                                                            |
| 1996      |                             | Muppets Tonight                                        | önmaga                  | 1 epizód                                                            |
| 1997      | Jóbarátok                   | Friends                                                | Tim                     | 1 epizód                                                            |
| 1997      | A hegy foglyai              | Survival on the Mountain                               | nem szerepel            | tévéfilm vezető producer                                            |
| 1997      | 69. Oscar-gála              | 69th Academy Awards                                    | önmaga                  | különkiadás házigazdája                                             |
| 1998      | 70. Oscar-gála              | 70th Academy Awards                                    | önmaga                  | különkiadás házigazdája                                             |
| 2000      | 72. Oscar-gála              | 72nd Academy Awards                                    | önmaga                  | különkiadás házigazdája                                             |
| 2001      | Baseball-barátok            | 61*                                                    | nem szerepel            | tévéfilm rendező és forgatókönyvíró                                 |
| 2002      |                             | The Bernie Mac Show                                    | önmaga                  | 1 epizód                                                            |
| 2002      |                             | Liberty's Kids                                         | John Adams (hangja)     | 6 epizód                                                            |
| 2004      | 76. Oscar-gála              | 76th Academy Awards                                    | önmaga                  | különkiadás házigazdája                                             |
| 2012      | 84. Oscar-gála              | 84th Academy Awards                                    | önmaga                  | különkiadás házigazdája                                             |
| 2013–2014 | Web-terápia                 | Web Therapy                                            | Garreth Pink            | - 3 epizód - magyar hangja: - Scherer Péter                         |
| 2014      | Billy Crystal: 700 vasárnap | 700 Sundays                                            | önmaga                  | HBO különkiadás forgatókönyvíró és vezető producer                  |
| 2015      |                             | The Comedians                                          | Billy Crystal           | - 13 epizód - forgatókönyvíró és vezető producer                    |
| 2017      | Modern család               | Modern Family                                          | önmaga                  | 1 epizód                                                            |
| 2021–     | Szörnyszakik                | Monsters at Work                                       | Mike Wazowski (hangja)  |                                                                     |
| 2021      | Én még sosem...             | Never Have I Ever                                      | önmaga                  | 1 epizód                                                            |
| 2023      |                             | Jimmy Kimmel Live!                                     | Crystal admirális       | 1 epizód                                                            |
| 2024      |                             | Before                                                 | Eli                     | minisorozat                                                         |